# Sœurs d'Ujæ

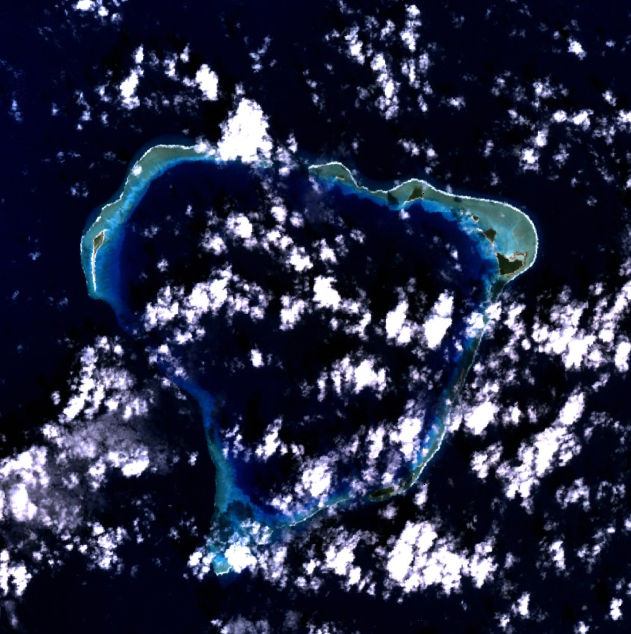
Rongerik, l'atoll prétendument hanté par les sœurs d'Ujæ

Les sœurs d'Ujæ sont, dans le folklore marshallais, des démons malfaisants.
Elles hanteraient l'atoll de Rongerik, mais seraient originaires d'Ujae. Selon la légende, elles auraient été attirées sur cet atoll par la beauté des fleurs jaunes de l'arbre que l'iroij (le chef) de l'atoll possédait pour les lui voler.
Ce mythe expliquerait donc le fait que Rongerik soit inhabité avant le déplacement des habitants de Bikini par l'armée américaine en 1946[réf. nécessaire]. Deux ans plus tard, les habitants sont finalement déplacés vers Kwajalein, puis vers Kili.